# Challenger de Glasgow 2024
El torneo Glasgow Challenger 2024 fue un torneo de tenis perteneció al ATP Challenger Tour 2024 en la categoría Challenger 50. Se trató de la 1ª edición; el torneo tuvo lugar en la ciudad de Glasgow (Reino Unido), desde el 12 hasta el 18 de febrero de 2024 sobre pista dura bajo techo.

## Jugadores participantes del cuadro de individuales
| Favorito | País                       | Jugador              | Rank1 | Posición en el torneo |
| -------- | -------------------------- | -------------------- | ----- | --------------------- |
| 1        | Bandera de Francia         | Calvin Hemery        | 221   | Primera ronda         |
| 2        | Bandera de Bulgaria        | Dimitar Kuzmanov     | 225   | Primera ronda         |
| 3        | Bandera de Italia          | Francesco Maestrelli | 236   | Primera ronda         |
| 4        | Bandera de Francia         | Manuel Guinard       | 274   |                       |
| 5        | Bandera de República Checa | Jiří Veselý          | 283   | Primera ronda         |
| 6        | Bandera de Canadá          | Steven Diez          | 318   | Segunda ronda         |
| 7        | Bandera de España          | David Jordà Sanchis  | 326   | Primera ronda         |
| 8        | Bandera del Reino Unido    | Charles Broom        | 337   | Segunda ronda         |

- 1 Se ha tomado en cuenta el ranking del 5 de febrero de 2024.

### Otros participantes
Los siguientes jugadores recibieron una invitación (wild card), por lo tanto ingresan directamente al cuadro principal (WC):
- GKyle Edmund
- Henry Searle
- Hamish Stewart

Los siguientes jugadores ingresan al cuadro principal tras disputar el cuadro clasificatorio (Q):
- Daniel Cox
- Paul Jubb
- Nicola Kuhn
- Stuart Parker
- Filip Peliwo
- Charlie Robertson

## Campeones

### Individual Masculino
- Clément Chidekh  derrotó en la final a  Paul Jubb por 0–6, 6–4, 6–1

### Dobles Masculino
- Scott Duncan /  Marcus Willis derrotaron en la final a  Kyle Edmund /  Henry Searle por 6–3, 6–2